# Charles Laurent (homme politique)
Pour les articles homonymes, voir Charles Laurent et Laurent.
Charles Laurent est un journaliste et un homme politique français né le 12 août 1849 à La Haye (Pays-Bas) et mort le 26 juillet 1928 à Fontainebleau.

## Biographie

### Jeunesse et études
De son vrai nom Charles-Michel-Clément Quillevéré, il est le fils du baryton Pierre-Marie Quillevéré dit Pierre Laurent (1821-1852), et de l'actrice Marie-Thérèse-Désirée Alliouz-Luguet dite Marie Laurent (1825-1904),.

### Journaliste
Il commence sa carrière dans le journalisme à La France, où Émile de Girardin lui confie les fonctions de secrétaire de rédaction. Lors de la crise du 16 mai 1877, il prend une part importante à la campagne de ce journal contre le gouvernement monarchiste du duc de Broglie, ce qui lui vaut, après la victoire des républicains, d'être décoré de l'Ordre national de la Légion d'honneur par décret du 30 juillet 1878. Après la mort de Girardin, Laurent entre en désaccord politique avec la nouvelle direction de La France, où il faisait fonction de rédacteur en chef.
Entre le 1er juillet 1881 et le début du mois de juin 1890, Charles Laurent est le rédacteur en chef du Paris, journal politique quotidien, fondé grâce à l'appui financier des frères Veil-Picard, et dont la ligne éditoriale est favorable à Léon Gambetta et au parti de celui-ci, l'Union républicaine. En 1887, Laurent mène la vive campagne du Paris contre les agissements de Daniel Wilson, gendre du président de la République Jules Grévy.

### Homme politique

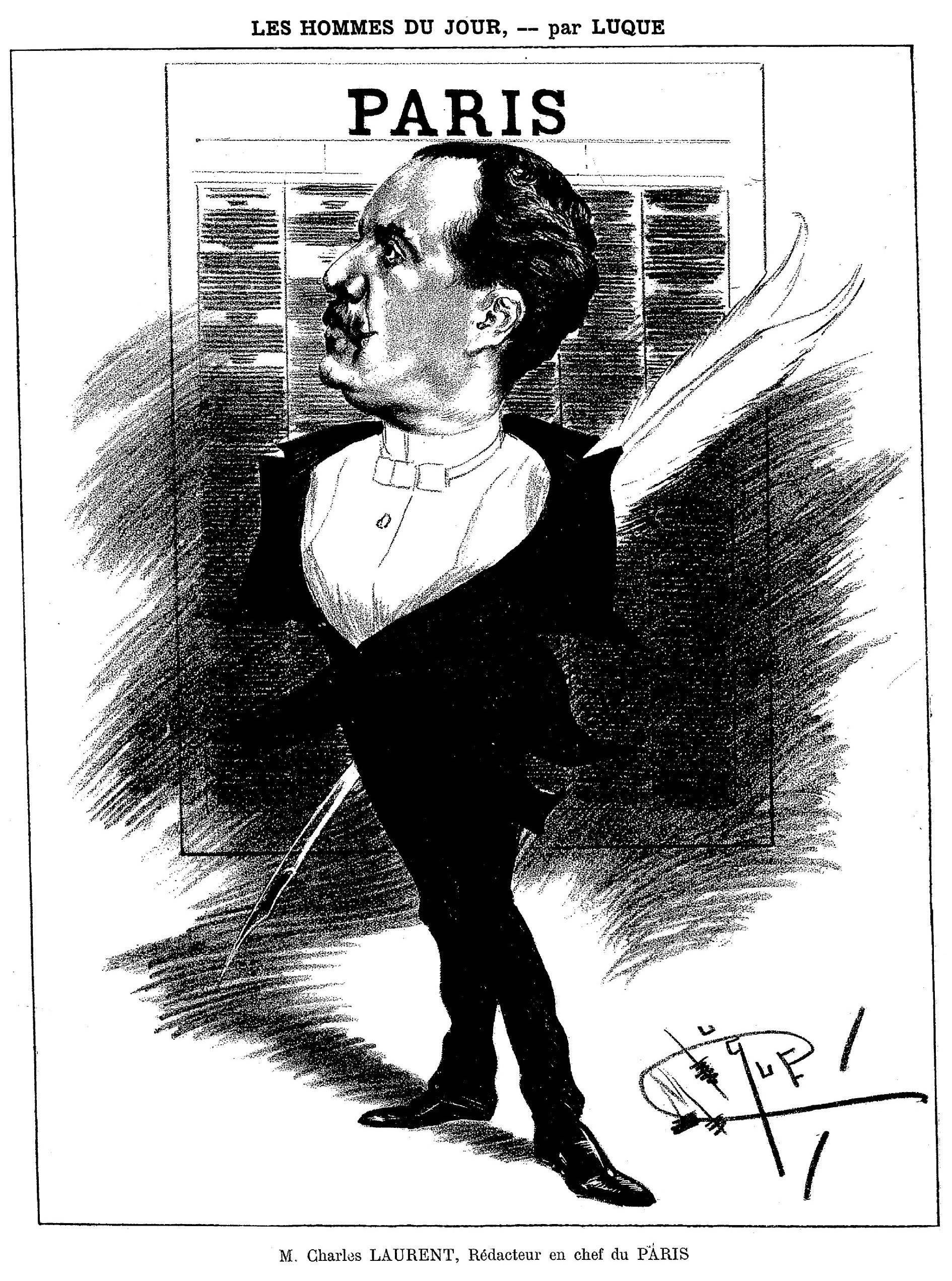
Caricature de Charles Laurent par Manuel Luque (1887).

Engagé en politique, Charles Laurent est un républicain gambettiste, ce qui lui vaut d'être qualifié le plus souvent d'opportuniste, même s'il se rapproche des radicaux modérés de la Gauche radicale à la fin des années 1880. En 1888, il se déclare contre le boulangisme et participe à la réunion constitutive de la Société des droits de l'homme et du citoyen.
Candidat à un mandat de conseiller municipal de Paris, il se présente en mai 1884 dans le quartier de Bonne-Nouvelle contre le sortant, le radical « autonomiste » Gustave Mesureur. Celui-ci est cependant réélu dès le premier tour, avec 2 710 voix, contre 1 509 à Laurent. L'année suivante, à l'occasion du premier tour des élections législatives de 1885, Laurent, candidat sur la liste opportuniste, obtient 75,585 voix dans le département de la Seine. Quatre ans plus tard, lors des législatives de 1889, c'est en tant que « radical » (mais gouvernemental) que Laurent se présente aux suffrages des électeurs de la première circonscription du 9e arrondissement de Paris : il obtient 1 579 voix au premier tour, arrivant en quatrième position derrière le « conservateur » (monarchiste) Georges Berry, l'opportuniste Émile Ferry et le boulangiste Octave Justice. Conformément aux engagements liant les candidats républicains, Laurent se désiste de bonne grâce en faveur de Ferry.
Lors des élections municipales d'avril-mai 1890, Charles Laurent se présente dans le quartier du Faubourg-Montmartre, dont le conseiller sortant est le radical autonomiste Joseph Daumas. Déterminé à « tenir tête » aux radicaux-socialistes anti-gouvernementaux et aux boulangistes, il présente un programme strictement municipal comprenant notamment la protection du petit commerce contre les grands magasins, la reconstruction de l'Opéra-Comique, le prolongement de la rue Milton... Il arrive nettement en tête au premier tour avec 1 158 voix, devant le boulangiste Louis Caussade (668), le sortant Daumas (590), le conservateur Jehan (496), l'avocat et candidat républicain modéré Aujay (359) ainsi que l'imprimeur et candidat républicain indépendant Thivet-Rapide (276). Entre les deux tours, Daumas se retire. Laurent l'emporte au second tour, avec 1 890 suffrages, contre 933 à Caussade. Pendant son mandat, il est successivement membre de la 2e puis de la 3e commission du conseil.
Le 1er octobre 1890, quelques mois après son départ du Paris, Laurent lance un nouveau journal, Le Jour, tout en continuant à collaborer au Matin. En 1896, il est accusé de banqueroute simple et condamné à une amende de 25 francs à la suite de la faillite du Jour.
Lors des élections municipales d'avril 1893, Laurent est à nouveau en tête dès le premier tour, ayant obtenu 1 154 voix, contre 832 à Thivet-Rapide, 588 à Jehan, 233 à Aujay, 216 à Bilange et 140 à Baze. Au second tour, Thivet-Rapide bénéficie d'un fort report de voix, qui le place à seulement six voix derrière Laurent, avec 1 327 voix contre 1 333. Cet écart est même réduit à une seule voix après des rectifications prenant en compte de bulletins de vote annulés à tort. Or, on découvre que des employés de la mairie du 9e n'habitant pas dans l'arrondissement ont été inscrits sur les listes électorales avec l'adresse de la mairie. Validée en première instance par le Conseil de préfecture de la Seine, l'élection est finalement annulée par le Conseil d’État le 10 décembre 1893. Laurent quitte alors l'assemblée communale et ne se représente pas à l'élection partielle tenue en février 1894, qui aboutit à la victoire du candidat soutenu par son ancien comité, le boulanger Auguste Cornet.
Après la faillite du Jour, Laurent poursuit sa carrière de journaliste en tant que rédacteur en chef du Matin et du Français.
Charles Laurent meurt à Fontainebleau le 26 juillet 1928,. Incinéré, ses cendres sont déposées au columbarium du Père-Lachaise.

### Vie privée
Charles Laurent épouse Marthe Anna Reifel le 21 janvier 1903 à Paris 3e. Il a deux enfants issus de précédentes relations :
- Marthe (1876-1961), avec sa cousine germaine, Marie-Caroline Bénéfand (1844-1931), fille de l'acteur Alexandre Dominique Esprit Bénéfand dit René Luguet (1813-1904) ;
- Odette Alice Marie (1900-1977), avec Marie Zoé Camille Duguet, journaliste au Figaro.